# И-15
И-15 е съветски изтребител биплан от 30-те години на 20 в., конструиран от Н. Н. Поликарпов. Поставя началото на семейство биплани (И-15бис/И-152, И-153), които заедно с моноплана И-16, съставят гръбнака на съветската изтребителна авиация в годините преди Втората световна война. Самолетите И-15 се бият в Гражданската война в Испания, при Халхин-Гол, Зимната война и в първите месеци след включването на Съветския съюз във Втората световна война.

## Създаване и производство
След като е освободен от шарашката за създаването на изтребителя И-5, конструкторът Николай Поликарпов, получава назначение в ръководената от П. О. Сухой конструкторска бригада №3 от ЦКБ-ЦАГИ, като негов заместник. В този момент бригадата разработва изтребителя И-14 – моноплан с гофрирана метална обшивка и прибираемо в полет шаси. Поликарпов по своя инициатива разработва вариант на тази машина като биплан. Командващият ВВС Я. Алкснис решава, че проектът си заслужава да бъде довършен, и назначава Поликарпов за ръководител на конструкторска бригада, натоварена със задачата. Бъдещият самолет получава обозначението ЦКБ-3 (при приемането му на въоръжение – И-15) и е създаван като високоманеврен изтребител – работата при проектирането му е подчинена на едно основно летателно-тактическо изискване – висока маневреност и скороподемност. Първият прототип с американски двигател „Wright Cyclone SGR-1820 F-3“ излита през октомври 1933 г. и показва изключителна за времето си скороподемност и прекрасна маневреност. От 1934 г. започва масовото му производство, което се осъществява на два завода – № 1 и № 39. От 1934 г. до 1936 г., когато производството му е спряно, са произведени 384 самолета.
В началото самолетът е с двигател М-22, но за производството на американските двигатели Wright Cyclone през 1934 г. е закупен цял завод от САЩ, който е разположен в уралския град Перм и получава името „авиозавод № 19“. От 1935 г. той започва да произвежда американските двигатели, носещи обозначението М-25 и те се монтират на И-15. Въоръжението на изтребителя в началото се състои от две картечници ПВ-1, но впоследствие е увеличено на четири 7,62-мм картечници ШКАС.

## Бойно използване
Бойното кръщение на изтребителите И-15 е в Испания, където получава прозвището си „Чато“ („чипонос“). Самолетът е доста по-маневрен от противниковите изтребители, което му дава известно преимущество срещу тях във въздушните боеве, въпреки слабото му въоръжение. Безпроблемно се справя и с по-тежките щурмови самолети като He 45, He 46, DH-89 и др. Срещу бомбардировачите Ju 52 използвани от франкистите, И-15 обикновено действат във взаимодействие с монопланите И-16, които най-често с атака от пикиране разбиват бойния строй на бомбардировачите, а И-15 свалят единичните машини от разбилия се строй. Използван е и за атаки по наземни цели, най-вече пехота. Появата на новите немски изтребители Ме-109В в началото не показва превъзходството на единия или другия самолет, тъй като немците използват тактиката на внезапен удар на висока скорост и последващо оттегляне без да влизат в маневрен бой.
При боевете в конфликта при р. Халхин-Гол в Монголия се оказва, че И-15 значително превъзхожда японските биплани Ki-10, но е много по-слаб от по-съвременните Ki-27 и само изпращането на И-16 в района на бойните действия спасява положението.
По времето на Зимната война и особено при нахлуването на Нацистка Германия в Съветския съюз на 22 юни 1941 г., самолетът е вече безнадеждно остарял.